# Prodontria regalis
Prodontria regalis är en skalbaggsart som beskrevs av Emerson 1997. Prodontria regalis ingår i släktet Prodontria och familjen Melolonthidae. Inga underarter finns listade i Catalogue of Life.